# Königreich Bono
Das Königreich Bono (auf Abron: Bonoman) war ein frühes Reich der  Akanvölker,  entstanden 1295 (nach anderen Quellen etwa um 1400) in der Brong Ahafo Region des heutigen Ghana. 
Über Bono liefen die frühen Handelskontakte von den großen Reichen des Sahel zu den Akan und den Küstenvölkern dieses Teils Westafrikas, der so auch an den Transsaharahandel angebunden war. Seine Hauptstadt war Bono-Manso. 1723 wurde Bono-Manso durch den Asantehene (Ashantikönig) Opoku Ware I. erobert und dem Aschantireich einverleibt. Viele Bewohner flohen in die benachbarte Tekyimanregion. 1740 wurde auch dieses Tekyiman-Bonoreich in das Aschantireich eingegliedert.